# Balša Brković
Balša Brković (Podgorica, 25. travnja 1966.), crnogorski pjesnik, prozaik, esejist i kazališni kritičar.
Diplomirao je na Filološkom fakultetu Sveučilišta u Beogradu, na Odsjeku za opću književnost i teoriju književnosti. Urednik je rubrike za kulturu i zamjenik glavnog urednika najutjecajnijeg i najtiražnijeg crnogorskog dnevnika Vijesti. Član je crnogorskog PEN centra, Društva nezavisnih književnika, redakcije časopisa Ars i Gest. Potpisnik je Deklaracije o zajedničkom jeziku, u kojoj se tvrdi da se u Hrvatskoj, Bosni i Hercegovini, Srbiji i Crnoj Gori govore nacionalne standardne varijante zajedničkog policentričnog standardnog jezika, i o kojoj je govorio na predstavljanju Deklaracije u Sarajevu.
Objavio je zbirke pjesama Konji jedu breskve (1985.), Filip boje srebra (1991.), Rt Svete Marije (1993.), Contrapposto (1998.) i Dvojenje (2001.) te roman Privatna galerija (2002.). Privatna galerija bila je prevedena na češki a izdala ju je 2007. godine praška Nakladnička kuća Mezera.